# Seondha
Seondha (o Seora) è una suddivisione dell'India, classificata come nagar panchayat, di 19.540 abitanti, situata nel distretto di Datia, nello stato federato del Madhya Pradesh. In base al numero di abitanti la città rientra nella classe IV (da 10.000 a 19.999 persone).

## Geografia fisica
La città è situata a 26° 9' 28 N e 78° 46' 47 E e ha un'altitudine di 151 m s.l.m..

## Società

### Evoluzione demografica
Al censimento del 2001 la popolazione di Seondha assommava a 19.540 persone, delle quali 10.656 maschi e 8.884 femmine. I bambini di età inferiore o uguale ai sei anni assommavano a 3.196, dei quali 1.737 maschi e 1.459 femmine. Infine, coloro che erano in grado di saper almeno leggere e scrivere erano 11.763, dei quali 7.374 maschi e 4.389 femmine.